# Best of Scorpions Vol. 2
Best of Scorpions Vol. 2 е компилация на германската рок група „Скорпиънс“, издадена на 10 юли 1984 г. от „Ар Си Ей Рекърдс“ в Съединените американски щати. Best of Scorpions Vol. 2 е продължение на предишната тяхна компилация Best of Scorpions, издадена от същата звукозаписна компания през 1979 г. и е опит на „Ар Си Ей“ да се възползват от успеха на групата през 80-те години, когато „Скорпиънс“ вече не работят с тази компания. Това е и причината този албум да съдържа подбор на песни от албумите на групата издавани в периода 1974 – 1978 г.
Въпреки влизането в „Билборд 200“ в САЩ под №175, Best of Scorpions Vol. 2 не привлича особено внимание и не постига почти никакъв търговски успех. Независимо обаче от това, „Ар Си Ей Рекърдс“ продължават периодично да издават сборни албуми на „Скорпиънс“ през 80-те и 90-те, които също не регистрират значителни продажби.

## Списък с песните

### Страна едно
1. Top of the Bill – 3:22 (от албума In Trance)
2. They Need a Million – 4:47 (от албума Fly to the Rainbow)
3. Longing for Fire – 2:42 (от албума In Trance)
4. Catch Your Train – 3:32 (от албума Virgin Killer)
5. Speedy's Coming (На живо) – 3:21 (от албума Tokyo Tapes)
6. Crying Days – 4:36 (от албума Virgin Killer)

### Страна две
1. All Night Long (На живо) – 2:55 (от албума Tokyo Tapes)
2. This Is My Song – 4:07 (от албума Fly to the Rainbow)
3. Sun in My Hand – 4:20 (от албума In Trance)
4. We'll Burn the Sky (На живо) – 8:16 (от албума Tokyo Tapes)

## Музиканти
- Клаус Майне – вокали
- Рудолф Шенкер – китари
- Улрих Джон Рот – китари
- Юрген Розентал – барабани
- Франсис Буххолц – бас
- Руди Ленърс – барабани
- Херман Раребел – барабани

## Позиция в класациите
| Година | Класация          | Позиция |
| ------ | ----------------- | ------- |
| 1984   | „Билборд 200“ САЩ | 175     |